# يان هنتر (لاعب اتحاد الرغبي)
يان هنتر (بالإنجليزية: Ian Hunter)‏ هو لاعب اتحاد الرغبي بريطاني، ولد في 15 فبراير 1969 في لندن في المملكة المتحدة.

## وصلات خارجية
- يان هنتر على موقع دوري الرغبي الممتاز (الإنجليزية)
- يان هنتر عل موقع إسبنسكروم (الإنجليزية)